# فصول اربعه
فصول اربعه رساله‌ای کلامی است که به حسن صباح منسوب شده است.

## انتساب کتاب
اگر چه مشهور است این کتاب از آن حسن صباح است، اما نمی‌توان گفت که او به تنهایی آن را متحول کرده‌است. مثلاً عبدالملک عطاش نیز از لحاظ فکری فعال بوده و در زمان مطرح شدن این آئین او از صباح مهم‌تر بوده‌است، اما نوشته‌ای از او باقی نمانده‌است. 

## محتوای کتاب
این کتاب در رابطه با تغییر و تحول آئین قبلی اسماعیلیان، یعنی تعلیم بوده‌است. شیعیان همیشه سنیان را محکوم می‌کردند که در مسائل مذهبی دخالت می‌کنند، این مسئله از دوران خلافت ابوبکر آغاز شد و از دید شیعیان احادیث بسیاری وجود داشت مبنی بر انتخابی عالی از سوی پیامبر. شیعیان معتقد بودند سنیان واقعیت‌های مذهبی به خصوص شریعت را از دیدگاه خود و دلبخواهی تفسیر کرده‌اند اما درک شیعه از واقعیت‌های مذهبی و شریعت بر اساس تعالیم ائمه واقعی بود که با تأیید الهی انتخاب می‌شدند. پس شیعیان در برابر همین ستم سنیان، آئین ویژه خود را ایجاد کردند که بر اساس این آئین مرجعیت معارف (تعلیم) را باید به عهده ائمه علوی گذاشت. این بحث در کتاب حسن صباح که چند تن از نویسندگان آن را ذکر کرده‌اند و شهرستانی نیز آن را تلخیص کرده‌است، در چهار اصل نوشته شده‌است؛ صباح زبان فارسی را زبان مقدس نزاری‌ها اعلام کرد؛ این تصمیم باعث شد که برای چندین قرن تمامی متون اسماعیلیه نزاری در ایران، افغانستان، سوریه و آسیای مرکزی به فارسی رونویسی شود و علاوه بر چالش کشیدن مشروعیت زبانی دستگاه خلافت، فرصت مناسبی برای بیان احساسات ملی ایرانی بود؛ البته پیشینهٔ آن در نزد اسماعیلیان ایران به دوران ناصر خسرو قبادیانی می‌رسید.

## مباحثی از کتاب
1. آیا مردم برای درک واقعیت غایی[پ ۱] نیازمند معلم هستند یا خیر؟ اگر نیازمند معلم نباشند پس نمی‌توانند نظریات یک نفر را بر نظریات یک نفر دیگر ترجیح دهند. چون این مسئله پذیرفتن مرجعیت یک نفر در خصوص این ارجحیت است. این اصل موقعیت مسلمانان را در برابر فیلسوفان که نیاز به هر مرجعیتی را انکار می‌کردند، محکم کرد.[۱۰][۱۱]
2. آیا نیاز است که معلم دارای مرجعیت باشد یا این که هر معلمی توان انجام این کار را دارد؟ اگر هر معلمی می‌تواند این کار را انجام دهد پس وضع ما بدتر از قبل می‌شود چون زمینه‌ای برای ترجیح معلمی بر معلم دیگر نداریم. با این اصل، تأکید شیعیان در رابطه با تعلیم در مقابل سنیان تثبیت می‌شد. زیرا سنی‌ها در هر نسل باید متکی گروهی از علما می‌شدند که هیچ‌کدام از آن‌ها از نظر ارثی مرجعیتی بر دیگری نداشتند.[۱۲]
3. اصل سوم حسن صباح، اصلی بود که تضعیف خود شیعیان را به دنبال داشت، چه مرجعیت یک عالم ثابت می‌شد و چه معلم به عنوان یک نفر مرجع پذیرفته‌می‌شد؛ مسئله‌ای به وجود می‌آمد که کدام یک از آن‌ها موقعیت قبلی ما را تعیین می‌کرد یا کدام مرجعیت بالاخره مورد اثبات قرار می‌گرفت؟[۱۳][۱۴]
4. حسن صباح در چهارمین اصل نشان داد که چگونه مرجعیت معلم نهایی توسط دانش او قابل شناخت است. تمام دانش‌ها از طریق ۲ عامل متضاد که ضرورت ارسطویی و امکان قابل شناخت است؛ که هیچ‌کدام از این‌ها بدون دیگری، وجود قابل قبول نیست، شناخته می‌شود. در عبارت (لا اله الا الله) خدا در مقایسه با خداشناس‌ها قابل تصور است و بدون خدا مفهوم خداشناس‌ها نیز بی محتوا است. عبارت (لا اله الا الله) بدون (محمد رسول‌الله) کامل نیست. توحید را می‌توان تنها از طریق وحی پیامبر درک کرد که عقیده به نبوت و اعتقاد به خدا را دنبال دارد. این اصل یعنی پیوند بین افراد که خواهان شناخت هستند و معلم مرجع که باید او را کشف کنند. پس استدلال افراد و معلم غایی یعنی  باید جمع شود و هر کدام مسئله دیگری را حل کند. اما آن‌ها نیازمند تعلیم  هستند و تنها زمانی  برای حل نیازها وارد عمل می‌شود که استدلال به این مرحله برسد. پس در نتیجه  به دلایل امامت خود اشاره نمی‌کند بلکه او نیازی را برآورده می‌کند که با استدلال اثبات‌پذیر است و صباح می‌گوید این ،  اسماعیلیان است. این آئین در نهضت تأثیر فراوانی گذاشت. برای کسانی که در جریان این نهضت فعال بودند سرسپردگی به نهضت مهم بود و در نهایت سرسپردگی به . احتمالاً آئین کهن اسماعیلی ادامه داشت اما آئین تعلیم حسن صباح نیز موفق شد نهضت را وحدت ببخشد.[۱۵]